# École normale supérieure Paris-Saclay
L'École Normale Supérieure Paris-Saclay o ENS Paris-Saclay (ex ENS Cachan) (Escola Normal Superior en català) és un establiment d'ensenyament superior francès enquadrat dins la categoria de les grandes écoles. L'escola s'especialitza en la ciència pura i aplicada, sociologia, economia i gerència i idioma anglès.

## ENS germanes
Hi ha tres escoles normals superiors al territori francès, creades posteriorment i a imatge de la matriu de l'ENS del Cachan:
- École Normale Supérieure
- École Normale Supérieure de Lyon
- École Normale Supérieure lettres et sciences humaines (a Fontenay-Saint-Cloud)